# ويلا بيرل كورتيس
ويلا بيرل كورتيس (بالإنجليزية: Willa Pearl Curtis) هي ممثلة أمريكية، ولدت في 21 مارس 1896 في تكساس في الولايات المتحدة، وتوفيت في 19 ديسمبر 1970 في لوس أنجلوس في الولايات المتحدة.

## وصلات خارجية
- ويلا بيرل كورتيس على موقع IMDb (الإنجليزية)
- ويلا بيرل كورتيس على موقع قاعدة بيانات الفيلم (الإنجليزية)